# Placerville, California
Placerville (cunoscut anterior sub numele de Old Dry Diggings, Dry Diggings și Hangtown ) este sediul comitatului El Dorado din statul  California,  Statele Unite ale Americii.
Parte a zonei metropolitane Sacramento–Arden-Arcade–Roseville, localitatea avea o populație de 10.389 persoane (conform Census 2010, în creștere de la 9.610 locuitori (conform Census 2000).

## Demografie

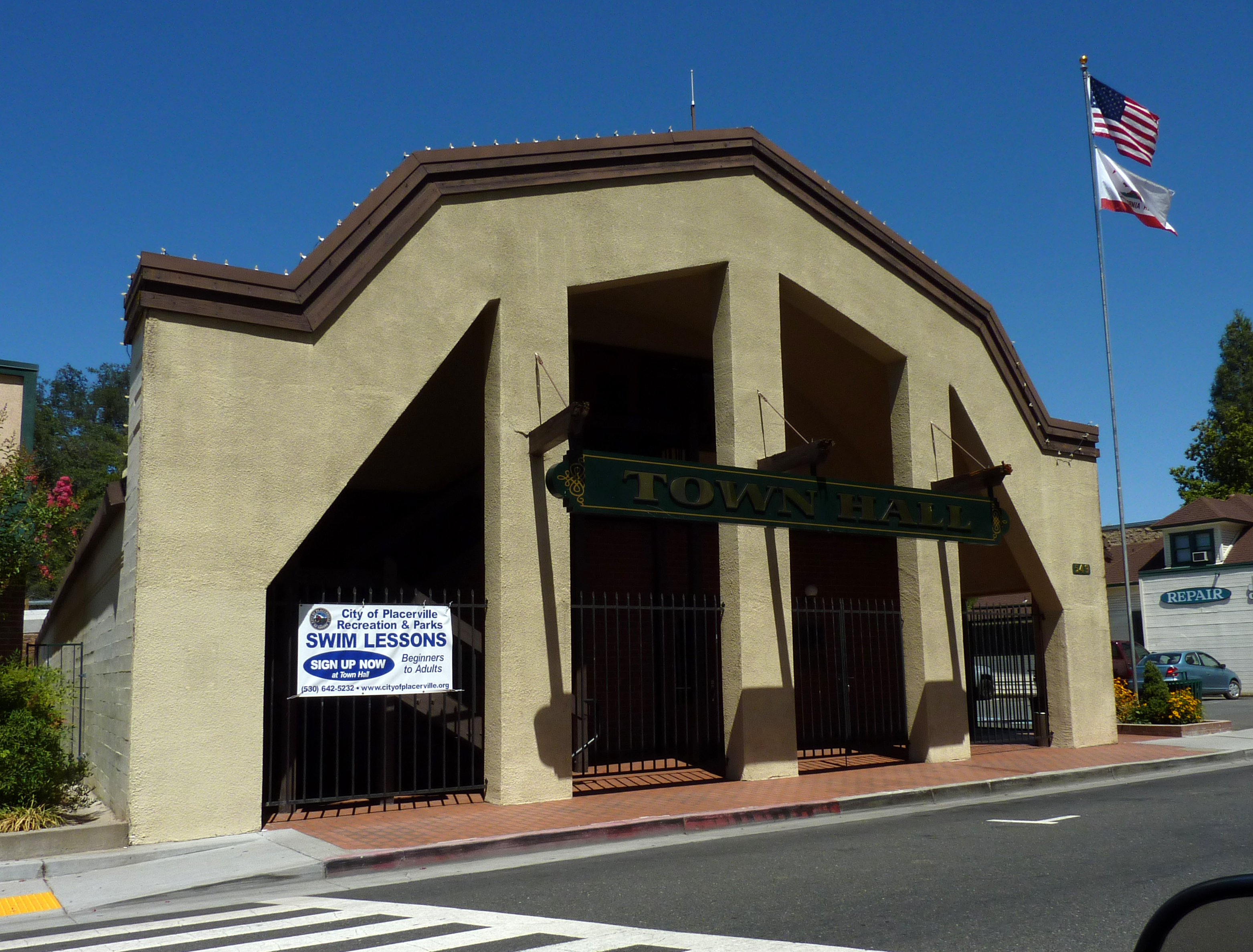
Town Hall

## Geografie
Conform datelor culese de United States Census Bureau, localitatea are o suprafață totală de 15.1 km² (sau de 5.8 square miles), dintre care peste 99 % este uscat.
Placerville se găsește la aproximativ 660 de metri (sau la 2,187 feet) deasupra nivelului mării, la poalele culmilor deluroase ale masivului muntos  Sierra Nevada.

## Istoric

### Galerie de National Register of Historic Places
Placerville has several buildings listed on the National Register of Historic Places; several are noted below.
Format:Cleanup-gallery

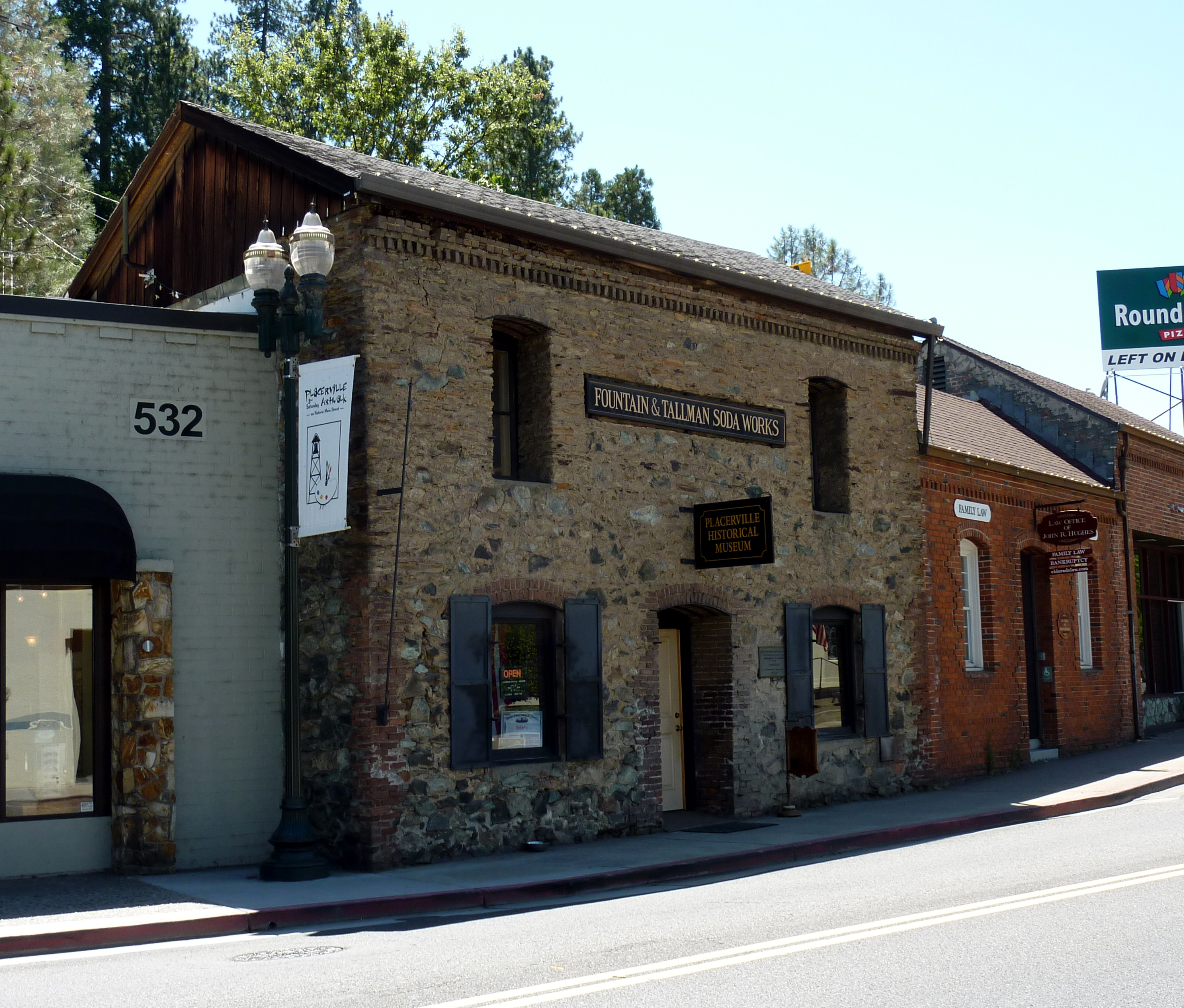
Fountain-Tallman Soda Works (now the Fountain & Tallman Museum)
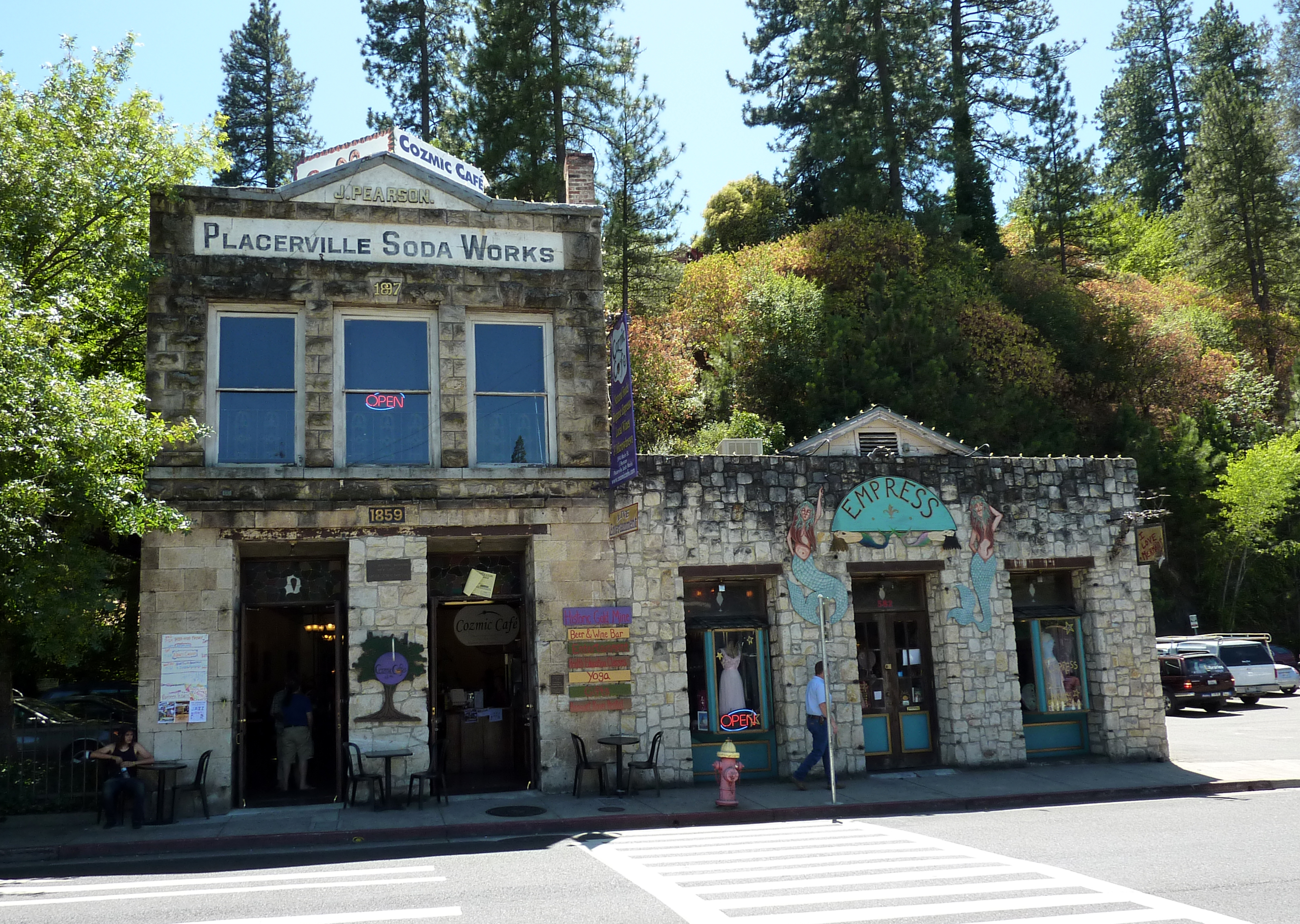
John Pearson Soda Works
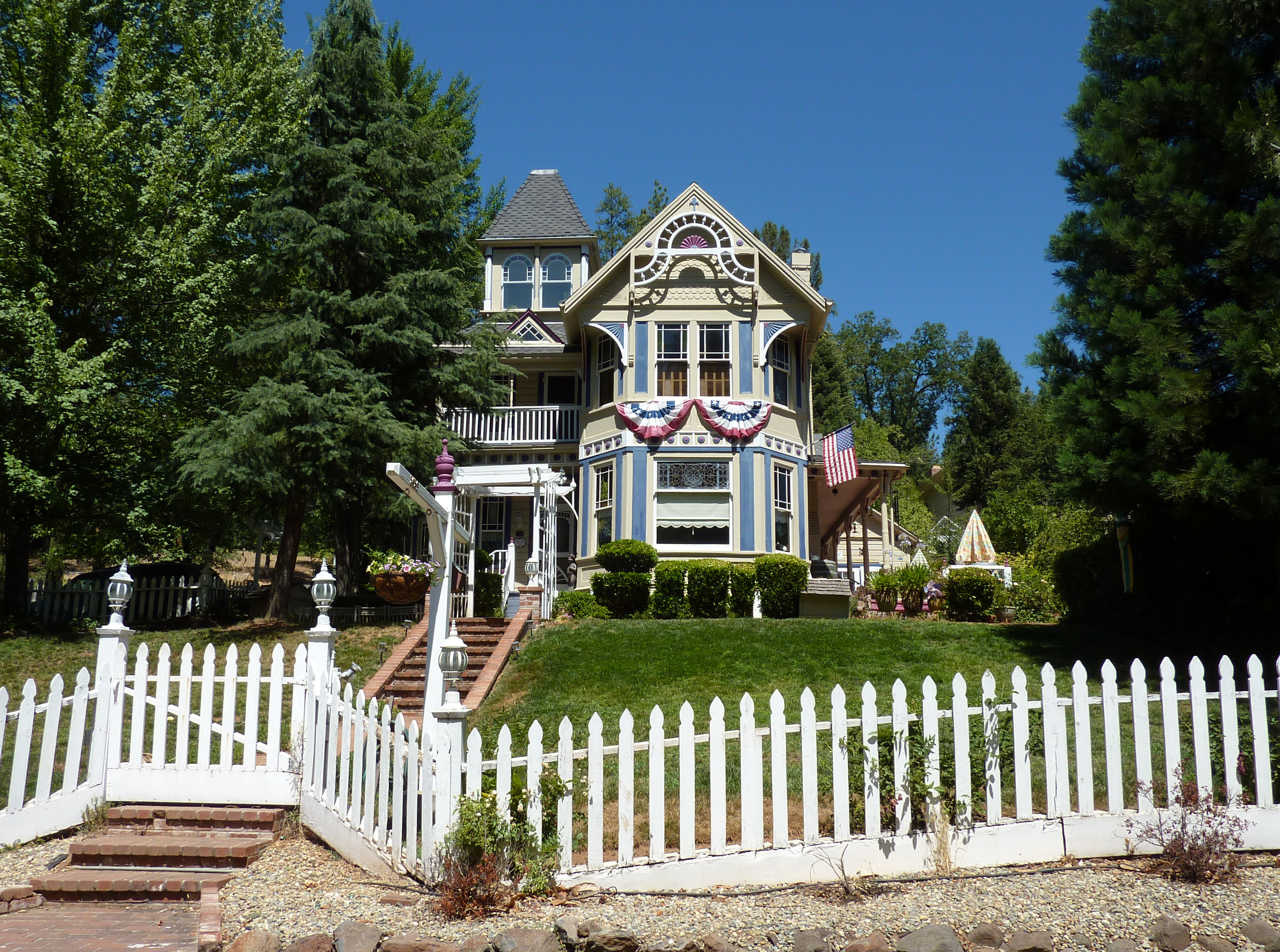
Combellack-Blair House
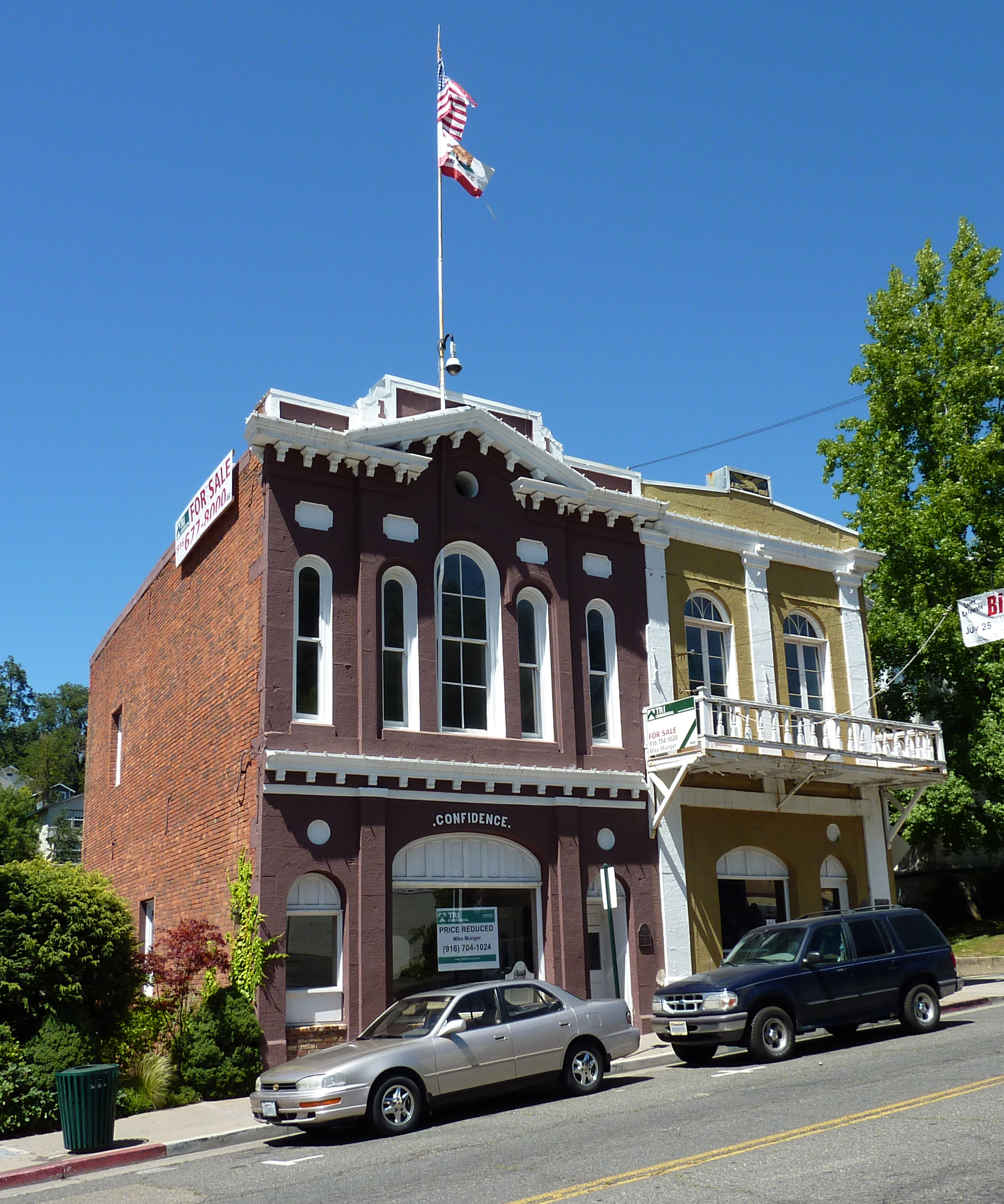
Confidence Hall
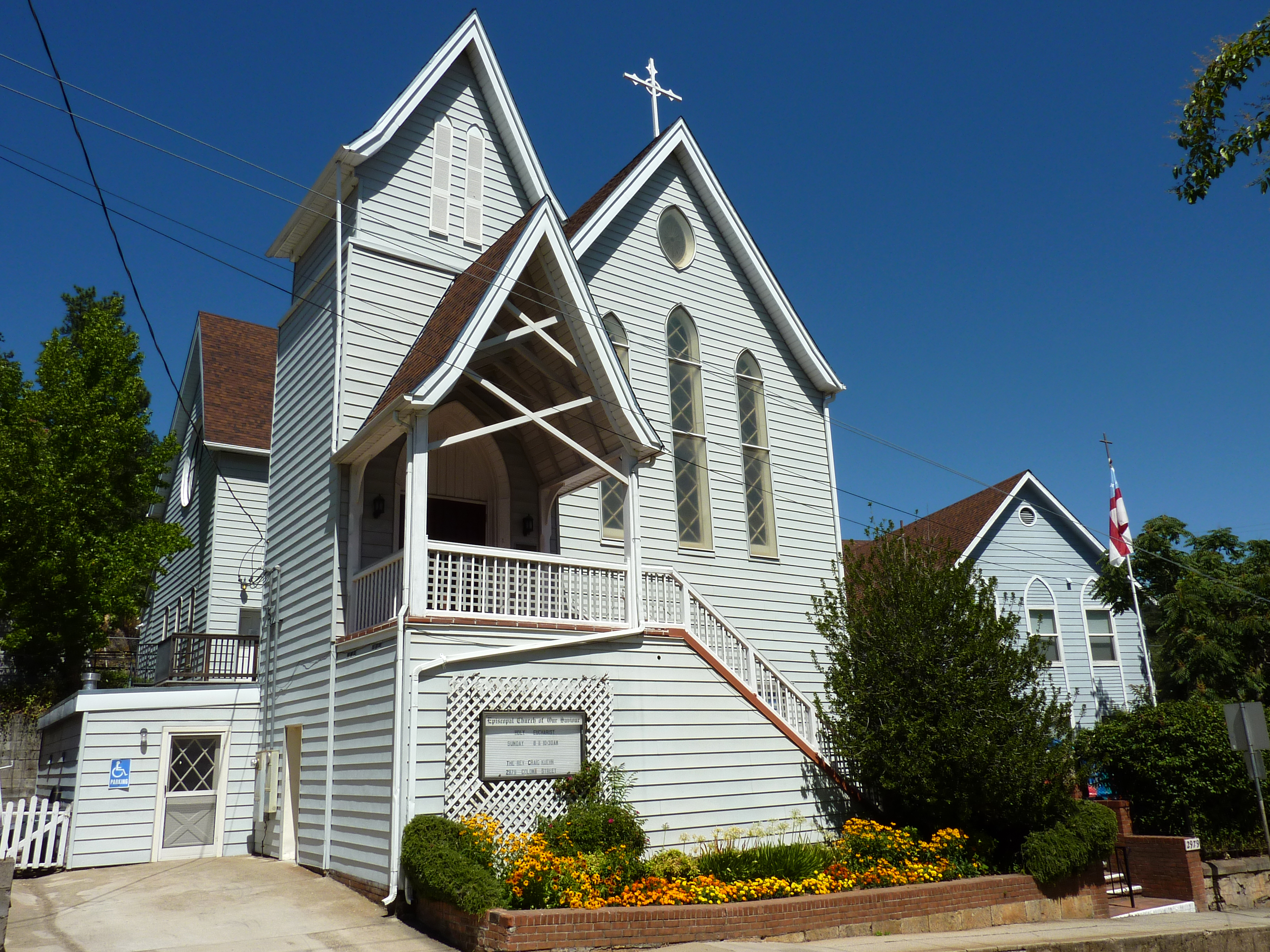
Church of Our Saviour

## Rezidenți notabili
- T.J. Caystile — newspaperman
- Oliver Gagliani - photographer
- Henry Hooker — cattle baron
- Mark Hopkins — railroad financier
- Edwin Markham — poet
- Levi Strauss — clothing maker
- John Studebaker —auto maker
- Jesse Yarnell — newspaperman

## Galerie

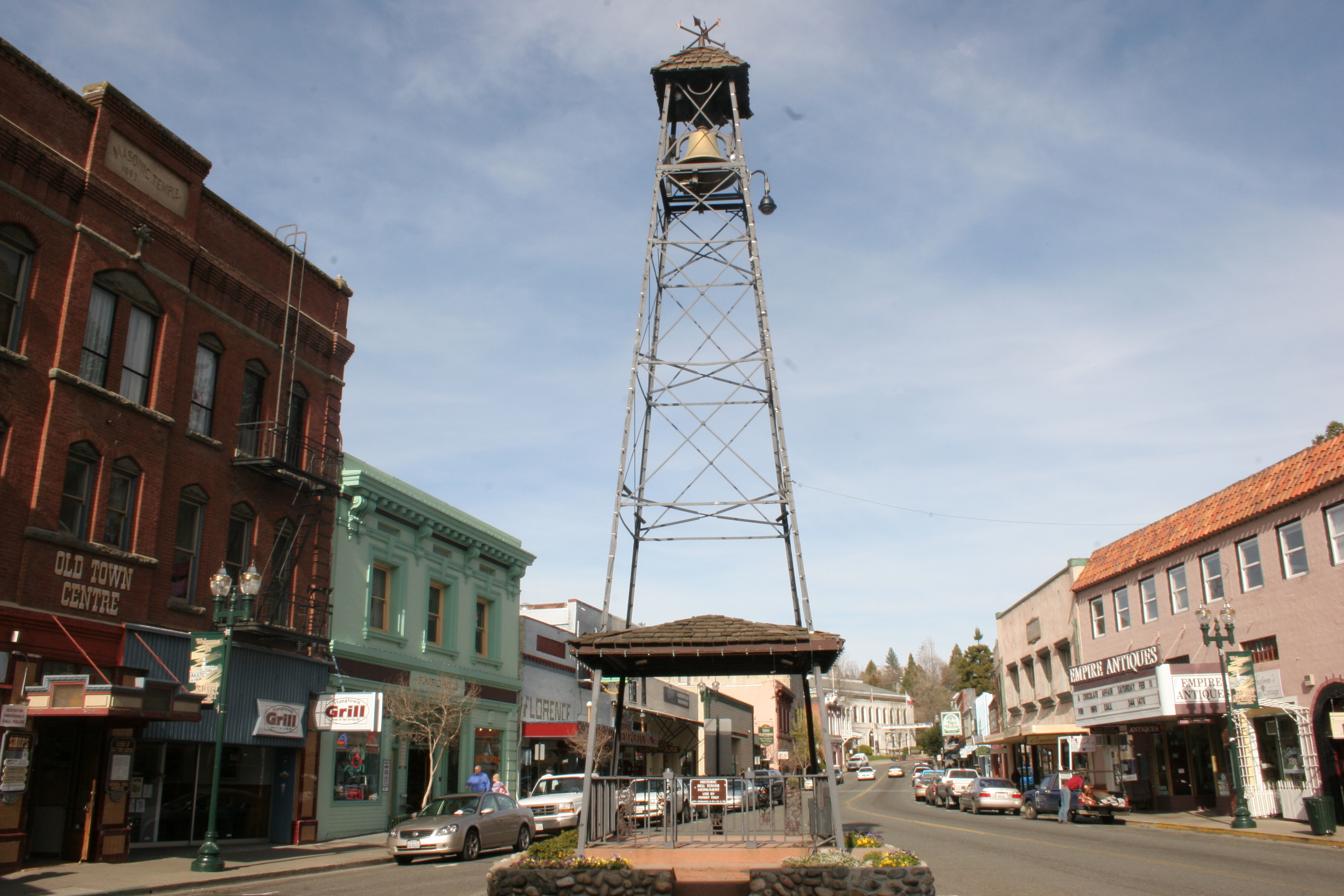
Placerville bell
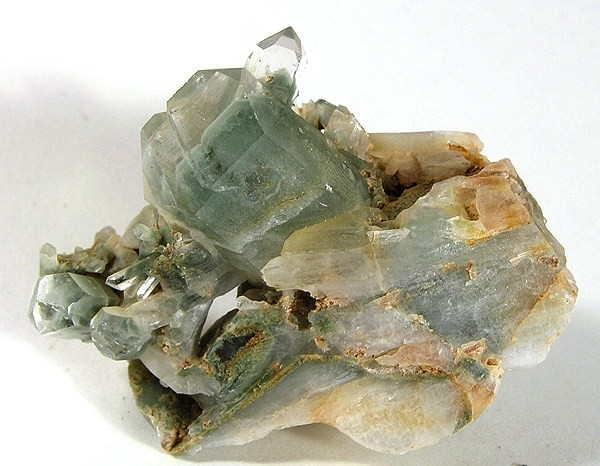
Clear, tabular quartz crystal with a sharp phantom inside demarcated by its mossy green chlorite inclusions